# Geoff Nicholls
Geoff Nicholls (Birmingham, 28 de fevereiro de 1948 – 28 de janeiro de 2017) foi um músico britânico, mais conhecido por ser tecladista da banda de heavy metal Black Sabbath por mais de duas décadas. No final de sua vida estava tocando com Tony Martin e na banda Quartz.
Morreu em 28 de janeiro de 2017, aos 68 anos, de câncer de pulmão.

## Discografia
Quartz
- 1977 – Quartz	[guitarra, teclado]
- 1980 – Deleted		[guitarra, teclado]
- 2013 – Live and Revisited (ao vivo)		[guitarra, teclado]

Black Sabbath
- 1980 - Heaven and Hell
- 1981 - Mob Rules
- 1983 - Born Again
- 1986 - Seventh Star
- 1987 - The Eternal Idol
- 1989 - Headless Cross
- 1990 - Tyr
- 1992 - Dehumanizer
- 1994 - Cross Purposes
- 1995 - Forbidden

Tony Martin
- 1992	 – Back Where I Belong
- 2005 – Scream

Iommi
- 2004 – 	The 1996 DEP Sessions